# سیارک ۱۱۷۵۶۸
سیارک ۱۱۷۵۶۸ (به انگلیسی: 117568 Yadame، نامگذاری:2005EK30)۱۱۷۵۶۸مین سیارک کشف شده‌است که در ۰۵ مارس ۲۰۰۵ کشف شد.